# Delitto dell'Olgiata
Il delitto dell'Olgiata è un omicidio commesso il 10 luglio 1991 in una villa dell'Olgiata, zona residenziale situata a nord di Roma, la cui vittima fu la contessa quarantaduenne Alberica Filo della Torre. Il caso rimase irrisolto per vent'anni — soprattutto a causa della scarsa accuratezza delle indagini — fino a quando nel 2011 la prova del DNA permise di identificare il colpevole in Manuel Winston Reyes, un uomo di origine filippina laureato in ingegneria navale che svolgeva la mansione di domestico, ex dipendente della famiglia, che poi confessò l'accaduto il 1º aprile 2011. Il processo con rito abbreviato lo condannò a 16 anni di reclusione il 14 novembre 2011, sentenza confermata il 9 ottobre. L'11 ottobre 2021 ottenne la libertà dopo dieci anni, grazie alla buona condotta e agli sconti di pena.

## Storia
Figlia del contrammiraglio Ettore Filo della Torre (1908-1989) e di Anna del Pezzo di Cajanello (1917-2017), donna ricca della buona società romana, dedita al sostegno e al supporto di opere benefiche, Alberica Filo della Torre era nata a Roma il 2 aprile 1949, appartenente al ramo dei conti di Torre Santa Susanna della nobile famiglia napoletana Filo, ed era stata sposata in prime nozze con don Alfonso de Liguoro dei principi di Presicce, matrimonio dichiarato nullo dalla sacra rota, e in seconde nozze, a Roma il 10 luglio 1981, con l'imprenditore ed ex amministratore delegato della Vianini Pietro Mattei. Era madre di due figli, Manfredi e Domitilla.
La mattina del delitto la donna si trovava nella sua abitazione dell'Olgiata, mentre il marito era al lavoro. Nella villa erano presenti i due figli, due domestiche filippine, la babysitter inglese Melanie Uniacke e quattro operai che stavano preparando l'abitazione per ospitarvi la festa d'anniversario di nozze dei coniugi Mattei, prevista per quella sera stessa. Tra le 7 e le 7:30 del mattino, alla villa incominciarono i preparativi per la festa della sera. Nel frattempo si svegliarono anche la contessa e i due bambini, secondo la testimonianza della cameriera Alpaga: è lei stessa, infatti, a portare la colazione alla donna verso le 7:45, prima di tornare in cucina. Sempre secondo la teste, la contessa scenderà al piano inferiore verso le 8:30 per poi rientrare in camera un quarto d'ora più tardi. Dalla sua stanza la contessa non uscirà viva. Verso le 9:15 la domestica e la piccola Domitilla bussano una prima volta alla porta della stanza chiusa dall'interno, ma non ottengono risposta.
Più tardi, verso le 10:30-11, secondo la stessa testimonianza, Violeta Alpaga e la bambina tornano a bussare alla camera, anche stavolta senza risultato, nonostante il ricorso al telefono interno. Infine, trovata una seconda chiave, le due riescono a entrare nella stanza, dove rinvengono il corpo della donna riverso verso terra, con le braccia aperte in una posizione di resa e con la testa avvolta in un lenzuolo insanguinato. Avvertite le forze dell'ordine, i primi ad arrivare sono i carabinieri circoscrizionali, seguiti da quelli del nucleo operativo. Sono le 12-12:30 circa. Il caso verrà affidato al pubblico ministero Cesare Martellino e al suo collaboratore Federico De Siervo. Alberica Filo della Torre è sepolta nella cappella di famiglia al cimitero monumentale del Verano.

## Le indagini
Per gli investigatori è subito evidente come la donna sia stata prima tramortita con un colpo da corpo contundente (si ipotizzerà uno zoccolo) e successivamente uccisa mediante strozzamento.
Dalla stanza risulteranno mancare numerosi gioielli, trafugati dall'assassino, come sarà successivamente evidenziato dalle intercettazioni telefoniche solo nel 2011.
Gli inquirenti, anziché al movente della rapina, si concentrano inizialmente sull'ipotesi del delitto passionale, ma l'idea è destinata a morire nel giro di una giornata.

### La pista interna
Per i carabinieri, invece, l'assassino doveva essere individuato subito con qualcuno che la vittima conosceva e di cui si fidava, qualcuno in grado di entrare nella villa e muoversi pressoché indisturbato, nonostante l'affollamento di quella mattina.
Trovandosi il marito della vittima già in ufficio durante il delitto, i primi sospetti si incentrano su Roberto Jacono, figlio dell'insegnante privata dei bambini di casa Mattei, un giovane con alcuni problemi psichici che viene inquisito per alcune macchie di sangue rinvenute sui suoi pantaloni; sarà l'esame del DNA a scagionarlo.
Dopo Jacono, i sospetti si spostano su Manuel Winston Reyes, un cameriere filippino licenziato poco tempo prima, ma anche lui è scagionato dalle analisi del DNA, che non conseguono risultati certi. Nell'autunno del 1991, visto l'apparente arenarsi delle indagini, il pubblico ministero decide di sospenderle.

### La pista dei fondi neri del SISDE
Nell'ottobre del 1993 le indagini relative alla scoperta di una serie di fondi neri, nota come scandalo SISDE, riporta in auge per la stampa il delitto dell'Olgiata: indagati vari componenti dei servizi segreti per costituzione di fondi privati tramite i fondi riservati del SISDE, tra cui Michele Finocchi, un amico della famiglia Mattei-Filo della Torre, di cui, a seguito delle indagini della procura, si appurerà che gli stessi ignoravano l'appartenenza all'apparato statale dello stesso. Verrà difatti evidenziata la completa estraneità della famiglia Mattei ai fatti.
La pista porta il pubblico ministero a scoprire alcuni conti bancari svizzeri intestati ad Alberica. Il costruttore Pietro Mattei finisce sotto i riflettori per presunti legami, che si riveleranno del tutto inesistenti e saranno oggetto di querela, evidenziando costi di indagine esorbitanti, sostenuti dagli inquirenti della procura di Roma. Questa pista si rivela un insuccesso. Il 7 gennaio 1994, i carabinieri del ROS arrestano il prefetto Gerardo De Pasquale, ex responsabile del reparto logistico del SISDE, avviando una vicenda giudiziaria che nel 2000 si concluderà in Cassazione con la conferma delle condanne per sei alti funzionari del servizio segreto interno.
Nel 1996 un nuovo procuratore aggiunto, Italo Ormanni, va a occuparsi del caso. Gli investigatori, tramite rogatorie finanziarie internazionali, cercano di venire a capo dell'intricato assetto di conti finanziari intestati alla contessa che portano a scoprire ingenti trasferimenti di denaro dalla Svizzera al Lussemburgo, ma le indagini si fermano anche su questo versante.
Gli inquirenti accertano, infatti, che non sussiste alcuna anomalia nei conti della contessa e del marito, come pubblicamente dichiarato dal PM Cesare Martellino nel corso di interviste rilasciate a la Repubblica e a Rai 1.

### Le riaperture del caso
Nel gennaio 2007, però, il caso viene riaperto a seguito di un'istanza di Pietro Mattei, vedovo della donna, che chiede ulteriori analisi del DNA alla luce delle nuove tecniche investigative su tutti i reperti e in particolare sul lenzuolo che venne utilizzato per avvolgere il capo della vittima e sull'orologio della stessa. Accolta detta istanza, le nuove analisi svolte dai consulenti tecnici del PM non portano ad alcun risultato, così che il PM Italo Ormanni nel maggio del 2008 richiese una nuova archiviazione. Pietro Mattei si oppose nuovamente all'archiviazione e il GIP Cecilia Demma, accogliendo l'istanza, dispose lo svolgimento di ulteriori analisi. L'anno seguente il nuovo PM Francesca Loy affida al RIS il compito di analizzare l'orologio e il lenzuolo alla ricerca di tracce di DNA dell'assassino. Sull'orologio e sul lenzuolo, già analizzati senza alcun esito dai precedenti consulenti tecnici, vengono stavolta trovate dal RIS tracce di Manuel Winston Reyes. Inoltre il PM Francesca Loy, riesaminando tutti gli atti dell'indagine, si avvede che l'assassino avrebbe potuto essere assicurato alla giustizia subito dopo il delitto se soltanto a suo tempo fossero state ascoltate tutte le registrazioni delle telefonate di Reyes. La procura, infatti, a suo tempo aveva disposto l'intercettazione delle telefonate del Reyes, ma aveva omesso di ascoltare la registrazione del colloquio dello stesso con un ricettatore, al quale intendeva vendere i gioielli trafugati alla contessa. Quella registrazione, che costituiva una prova certa della sua colpevolezza, rimase inascoltata per vent'anni negli archivi della procura, quando a occuparsi del caso erano i PM Italo Ormanni (procuratore aggiunto) e Cesare Martellino.
Il 29 marzo 2011, la prova del DNA sui reperti accerta, in modo che gli inquirenti considerano definitivo, la presenza di tracce biologiche di Manuel Winston Reyes, il cameriere filippino licenziato poco tempo prima del delitto, già indagato inizialmente. Le tracce del suo DNA vengono ritrovate sul lenzuolo utilizzato per avvolgere il capo sanguinante della vittima. Il sospettato, arrestato subito dopo il risultato degli esami in base al pericolo di fuga, confessa il 1º aprile. Nel decreto di fermo viene menzionato il fatto che Reyes (pur avendo lavorato presso i Mattei per soli due mesi) ha dato il nome Alberica alla figlia nata nel 1995. Nel processo che ne deriva, Manuel Winston Reyes viene condannato a 16 anni di reclusione, pena confermata anche in secondo grado.
L'ex maggiordomo, beneficiando di alcuni sconti di pena, è stato scarcerato il 10 ottobre 2021 a 10 anni dalla condanna, generando forti proteste da parte di alcuni cittadini a piazzale Clodio.

## Controversie
Il marito e i figli della contessa hanno promosso molte azioni giudiziarie a tutela della memoria della loro congiunta, offesa da numerosi articoli di stampa. Ne sono derivate numerose sentenze di condanna per diffamazione.
- Nel 2009, Bruno Vespa è stato condannato a mille euro di multa per diffamazione nei confronti di Pietro Mattei, con sentenza definitiva della Cassazione: la condanna faceva riferimento a una puntata del programma televisivo Porta a Porta, risalente al 2002, in cui Vespa aveva accostato Mattei all'omicidio per via dei presunti fondi neri del SISDE.
- Il Tribunale di Roma, prima sezione civile, giudice dott.ssa Donatella Galterio, con sentenza dell'11 dicembre 2015 n. 24849, ha condannato Bruno Vespa ed Ester Vanni al risarcimento di complessivi euro 45.000 in favore di Pietro, Manfredi e Domitilla Mattei, prossimi congiunti della contessa Alberica Filo della Torre, per avere diffuso, nel corso della trasmissione Porta a Porta del 1º agosto 2011, immagini del cadavere della stessa contessa così come venne rinvenuto dagli inquirenti nel luogo del delitto. Il Tribunale ha ritenuto che "la divulgazione delle suddette immagini non possa ritenersi né assorbita dal pubblico interesse, posto che a nessuna ulteriore esigenza informativa rispondeva l'esibizione del corpo discinto e martoriato della vittima (...) né conformata al rispetto del concorrente parametro della continenza delle modalità espressive, inteso come indispensabile contemperamento del diritto di cronaca e la tutela della riservatezza (Cass. 17.2.2011 n. 17215), essendo le fotografie del cadavere all'evidenza esorbitanti, in ragione del contenuto raccapricciante, rispetto alla finalità informativa perseguita".
- Nel 2013 i familiari di Alberica Filo della Torre hanno presentato un esposto al Consiglio Superiore della Magistratura, chiamando in causa l'allora procuratore aggiunto Italo Ormanni e il pubblico ministero Cesare Martellino. Pietro Mattei e i suoi figli si sono dichiarati "indignati per la superficialità con cui, per 20 anni, sono state svolte le indagini, costellate di errori di ogni genere", precisando di aver chiesto la riapertura dell'inchiesta nel 2006 e di non essersi mai rassegnati "alle frettolose richieste di archiviazione formulate dal PM Italo Ormanni prima nel 2006 e poi nel 2008"[18].
- Il Tribunale civile di Roma con sentenza del 21 aprile 2014 ha condannato in primo grado i consulenti tecnici d'ufficio Pascali Vicenzo Lorenzo, Arbarello Paolo e Vecchiotti Carla per negligenze nell'espletamento degli esami dei reperti relativi l'omicidio della contessa, liquidando un risarcimento complessivo di oltre euro 150.000 attribuito, su richiesta dei prossimi congiunti della contessa, alla Fondazione Alberica Filo della Torre al fine di essere impiegato in attività benefiche.
- Il 24 gennaio 2020 è deceduto Pietro Mattei[19], vedovo e marito della Contessa, che era indagato dalla procura di Perugia, a seguito di un esposto per diffamazione di uno dei PM che avevano indagato in modo inaccurato sul caso, per gli esposti presentati presso il Consiglio Superiore della Magistratura dalla famiglia della defunta[20].
- Nel mese di ottobre del 2021 è stato scarcerato Manuel Winston Reyes dopo meno di 10 anni di reclusione, portando a proteste a piazzale Clodio, sede della procura di Roma[21].

## Memoria
Il 30 gennaio 2012 è stata costituita, su iniziativa dei congiunti Pietro Mattei, Domitilla Mattei e Manfredi Mattei, la Fondazione Alberica Filo della Torre che si prefigge lo scopo di ricordare la lotta per la verità e la giustizia. La fondazione si occupa di tutela legale e sostegno formativo a coloro che non possiedono i mezzi necessari. In tal senso nel 2012 è stato stipulato un accordo con l'università degli Studi di Roma "La Sapienza" per l'erogazione di una borsa di studio per una tesi all'estero e nel 2017 è stato stipulato un accordo quadro con l'università degli Studi Roma Tre per il supporto e lo sviluppo del corso di specializzazione in Indagine forense. Inoltre è costituito un comitato scientifico che si occupa di vagliare opportunità a cui dedicare le competenze acquisite. La fondazione opera attraverso atti di liberalità e attraverso i conferimenti dei membri della stessa.
Il 25 novembre 2022 è stato promosso il Premio Fondazione Alberica Filo della Torre per la ricerca in ambito delle investigazioni forensi e giudiziarie.